# سازمان حفاظت از محیط زیست (انتاریو)
یک مرجع حفاظت، یک آژانس مدیریت منابع طبیعی محلی و مبتنی بر جامعه است که در انتاریو، کانادا مستقر است. مقامات حفاظت از منابع طبیعی، نماینده گروه‌هایی از شهرداری‌ها بر اساس حوضه آبریز هستند و به نمایندگی از شهرداری‌های عضو و استان انتاریو، با سایر آژانس‌ها برای انجام فعالیت‌های مدیریت منابع طبیعی در حوزه‌های آبخیز مربوطه خود همکاری می‌کنند.
قانون مراجع حفاظت از منابع طبیعی مصوب ۱۹۴۶، ابزاری را فراهم می‌کند که از طریق آن شهرداری‌های یک حوزه آبخیز مشترک می‌توانند از استان انتاریو درخواست کنند تا یک مرجع حفاظت از منابع طبیعی برای آن حوزه آبخیز تشکیل دهد تا برنامه‌های مدیریت منابع طبیعی را انجام دهد. مقامات حفاظت از محیط زیست طبق قانون به عنوان نهادهای حقوقی تأسیس می‌شوند. در حال حاضر ۳۶ اداره حفاظت از محیط زیست در انتاریو وجود دارد.
مقامات حفاظت از محیط زیست موظفند برنامه‌هایی را برای پیشبرد حفاظت، احیا، توسعه و مدیریت منابع طبیعی انتاریو تدوین کنند. آنها برنامه‌هایی را در مدیریت مخاطرات طبیعی به نمایندگی از استان و شهرداری‌ها اجرا می‌کنند و همچنین ممکن است برنامه‌های دیگری را که در خدمت منافع شهرداری‌ها هستند، مانند آموزش طبیعت، حفاظت و مدیریت زمین، برنامه‌های تفریحی و تحقیقات، اجرا کنند. برنامه‌های مدیریتی عموماً در زمین‌هایی که به عنوان مناطق حفاظت‌شده، مناطق احیا یا مناطق بکر شناخته می‌شوند، انجام می‌شوند، اگرچه همه زمین‌های مدیریت‌شده لزوماً به این عنوان تعیین نمی‌شوند.
مسئولیت‌های اصلی مقامات حفاظت از محیط زیست، مدیریت مخاطرات طبیعی و حفاظت از محیط زیست است. اگرچه همه مقامات حفاظت از محیط زیست برنامه‌های مدیریت مخاطرات طبیعی را اجرا می‌کنند، اما نقش آنها در حفاظت از محیط زیست به‌طور قابل توجهی متفاوت است زیرا این نقش‌ها توسط شهرداری‌های محلی تعیین می‌شوند.

## ساختار
هر مرجع حفاظت از محیط زیست توسط هیئت مدیره‌ای متشکل از نمایندگان شهرداری‌های عضو آن اداره می‌شود. تعداد نمایندگانی که هر شهرداری می‌تواند داشته باشد، توسط قانون مقامات حفاظت از محیط زیست و بر اساس جمعیت آن در حوزه آبخیز تعیین می‌شود. اعضای هیئت مدیره به نمایندگی از شهرداری‌هایی که نمایندگی آنها را بر عهده دارند، عمل می‌کنند. هیئت مدیره به‌طور جمعی جهت‌گیری مقامات، از جمله برنامه‌هایی که آنها انجام خواهند داد و تصمیمات عملیاتی را در طول سال تعیین می‌کنند. در بیشتر موارد، هر عضو حق یک رأی دارد و تصمیمات با رأی اکثریت گرفته می‌شود. برای رأی‌گیری در مورد عوارض غیر منطبق (عوارض علیه شهرداری‌هایی که با استان مطابقت ندارند)، رأی‌گیری با استفاده از رأی وزنی انجام می‌شود، که در آن هر شهرداری سهمی برابر با سهم بودجه‌ای که پرداخت می‌کند، از رأی دارد، با این تفاوت که هیچ شهرداری نمی‌تواند بیش از ۵۰٪ رأی داشته باشد. اگر شهرداری بیش از ۵۰٪ بودجه را پرداخت کند، سهم رأی آن به ۵۰٪ محدود می‌شود و سهم سایر شهرداری‌ها به همان نسبت افزایش می‌یابد.
مقامات حفاظت توسط یک مدیر کل یا مدیر ارشد اداری اداره می‌شوند که به هیئت مدیره گزارش می‌دهد.

## بودجه
بودجهٔ سازمان‌های حفاظت از محیط زیست از منابع مختلفی تأمین می‌شود. مقامات حفاظت از محیط زیست این قدرت را دارند که از طریق عوارض و سایر درآمدهای خودساخته، درآمد کسب کنند و همچنین از شهرداری‌های عضو خود مالیات بگیرند. به عنوان موسسات خیریه ثبت شده، آنها واجد شرایط دریافت کمک‌های مالی دولتی خاصی هستند. طبق بخش ۳۹ قانون مقامات حفاظت، استان همچنین می‌تواند کمک‌های مالی به مقامات حفاظت ارائه دهد.
از نظر تاریخی، بودجه مقامات حفاظت از محیط زیست به‌طور مساوی بین استان و شهرداری‌های عضو تقسیم می‌شد. در اواسط دهه ۱۹۹۰، تحت قانون کاهش تشریفات اداری دولت محافظه‌کار مترقی، بودجه استانی مقامات حفاظت از محیط زیست به‌طور چشمگیری از بیش از CA$۵۰ که سالانه بین همه مقامات تقسیم می‌شد، به ۸ میلیون دلار کاهش یافت و استان دامنه حمایت خود را به برنامه‌های مدیریت مخاطرات طبیعی و برنامه‌هایی برای حفاظت از زمین‌های حفاظت‌شده مهم استانی کاهش داد، اگرچه ۸ میلیون دلار بودجه منحصراً برای مدیریت مخاطرات طبیعی بود. برنامه‌های دیگری نیز صرفاً در راستای منافع محلی در نظر گرفته شدند و استان اعلام کرد که در صورت تمایل شهرداری‌ها به ادامهٔ این برنامه‌ها، می‌توانند از طریق شهرداری‌ها تأمین مالی شوند. در عین حال، دولت به مقامات حفاظت از محیط زیست اختیارات جدیدی برای دریافت هزینه و کسب درآمد داد. در نتیجه، اکثر مقامات حفاظت از محیط زیست برای ایجاد درآمد مورد نیاز برای ادامه برنامه‌های محلی خود، کارآفرین‌تر شدند. بودجه در سال ۲۰۰۰ با ۵ درصد کاهش بیشتر به ۷٫۶ میلیون دلار رسید. در سال ۲۰۱۲، تحت دولت لیبرال، بودجه دوباره ۲٪ کاهش یافت و به ۷٫۴۴۸ میلیون دلار رسید و در سال ۲۰۱۹، تحت دولت محافظه‌کار پیشرو، دوباره ۴۸٪ کاهش یافت و به ۳٫۵۸ میلیون دلار رسید.
این استان همچنین بودجه‌ای را برای اجرای قانون آب پاک در اختیار مقامات حفاظت از محیط زیست قرار می‌دهد، قانونی که در نتیجه تحقیقات در مورد شیوع E. coli در Walkerton در سال ۲۰۰۰ که منجر به شش مرگ شد، وضع شد و هدف آن شناسایی تهدیدات علیه منابع آب آشامیدنی و حفاظت از آنها است.
بودجه سالانه توسط هیئت مدیره تعیین می‌شود. بخشی که قرار است از طریق عوارض شهرداری (پرداخت توسط شهرداری‌های عضو) تأمین شود، طبق فرمولی که در آیین‌نامه انتاریو ۶۷۰/۰۰ آمده است، بین شهرداری‌های شرکت‌کننده تقسیم می‌شود. این فرمول بر اساس ارزش کل زمین‌های هر شهرداری، ضرب در اصلاح‌کننده‌های موجود در آیین‌نامه و در نسبت شهرداری که در حوزه قضایی آن مرجع قرار می‌گیرد، به عنوان نسبتی از کل ارزش اصلاح‌شده در حوزه قضایی آن مرجع، محاسبه می‌شود. برای مثال، اگر ۳۰٪ از مساحت یک شهرداری در حوزه قضایی یک مرجع قرار گیرد و ارزش کل زمین در آن شهرداری پس از اعمال اصلاحیه‌ها ۱۰ میلیون دلار باشد، ۳ میلیون دلار ارزشی است که برای محاسبه سهم شهرداری از عوارض (۳۰٪ ضربدر ۱۰ میلیون) استفاده می‌شود. اگر ارزش کل در حوزه قضایی، پس از جمع کردن تمام این ارزش‌ها برای همه شهرداری‌های شرکت‌کننده، ۲۰ میلیون دلار باشد، سهم شهرداری از عوارض ۱۵٪ (۳ میلیون تقسیم بر ۲۰ میلیون) است.
در سال ۲۰۱۳، عوارض شهرداری تقریباً ۴۸٪ از کل درآمد مقامات حفاظت از محیط زیست را تشکیل می‌داد؛ درآمد خودساخته ۴۰٪؛ بودجه استانی، از جمله بودجه مدیریت مخاطرات طبیعی و همچنین بودجه قانون آب پاک و سایر کمک‌های مالی مختلف برای پروژه‌های ویژه، ۱۰٪؛ و بودجه فدرال، برای پروژه‌های ویژه و مناطق مورد توجه، ۲٪.

## نقش در مدیریت مخاطرات طبیعی
هر مرجع حفاظت از محیط زیست، طبق قانون مراجع حفاظت از محیط زیست، دارای آیین‌نامه‌ای در مورد توسعه، دخالت در تالاب‌ها و تغییرات در خطوط ساحلی و آبراه‌ها است که با الگوی آیین‌نامه‌های استانی مطابقت دارد.
طبق این مقررات، مقامات حفاظت از محیط زیست، توسعه و سایر فعالیت‌ها را در مناطق پرخطر طبیعی و نزدیک آنها مانند خطوط ساحلی، دشت‌های سیلابی، دامنه‌های ناپایدار، تالاب‌ها و سایر زمین‌های خطرناک مانند توپوگرافی کارست و خاک رس لدا تنظیم می‌کنند. توسعه در مناطقی که طبق آیین‌نامه تعیین شده‌اند ممنوع است، مگر اینکه مجوز از سازمان حفاظت محیط زیست صادر شده باشد. مالکان زمین یا توسعه‌دهندگان ممکن است برای انجام کارهایی مانند ساخت ساختمان‌ها یا پر کردن این مناطق، به مجوزهایی از یک مرجع حفاظت، مشابه مجوز ساخت و ساز، نیاز داشته باشند. این مقررات پس از اثرات مخرب طوفان هازل در سال ۱۹۵۴ وضع شدند.
مقامات حفاظت از محیط زیست همچنین پیش‌بینی و هشدار سیل، کنترل سیل و فرسایش، مدیریت یخ و برنامه‌های خشکسالی را انجام می‌دهند و در برنامه‌ریزی کاربری اراضی شهری مشارکت دارند.

## نقش در حفاظت از محیط زیست
مقامات حفاظت از محیط زیست ممکن است برنامه‌هایی برای حفاظت از اکوسیستم‌های محلی و کمک به کیفیت زندگی در جوامع سراسر استان داشته باشند. برخی از فعالیت‌های مقامات حفاظت از محیط زیست ممکن است شامل موارد زیر باشد:
- مدیریت منابع آب - مقامات حفاظت از محیط زیست، تحقیقات و فعالیت‌هایی را برای مدیریت منابع آب انتاریو بر اساس حوزه آبخیز، حفظ منابع مطمئن آب پاک و مشارکت در فرآیندهای برنامه‌ریزی شهری انجام می‌دهند. مدیریت یکپارچه منابع آب (IWRM) یک رویکرد اکوسیستمی است که در آن حداقل: (۱) واحد مدیریتی، حوضه آبریز یا رودخانه است، نه یک واحد اداری یا سیاسی؛ (۲) توجه به تعاملات بالادست-پایین‌دست، آب‌های سطحی-زیرزمینی و تعاملات کمی-کیفی آب معطوف می‌شود؛ (۳) ارتباطات متقابل آب با سایر منابع طبیعی و محیط زیست در نظر گرفته می‌شود؛ (۴) جنبه‌های زیست‌محیطی، اقتصادی و اجتماعی مورد توجه قرار می‌گیرند؛ و (۵) ذینفعان به‌طور فعال در برنامه‌ریزی، مدیریت و اجرا برای دستیابی به یک چشم‌انداز، اهداف و نتایج صریح مشارکت دارند.[۱۳]
- نظارت - مقامات حفاظت از محیط زیست در مجموع حدود ۱۴۶۰۰۰ هکتار زمین در انتاریو را در اختیار دارند. آنها همچنین ممکن است با مالکان زمین برای کاشت درخت یا انجام سایر بهبودهای زیست‌محیطی در املاک خصوصی، مانند کمک به کشاورزان در بهبود سیستم‌های زهکشی، همکاری کنند.
- تفریح - مقامات حفاظت از محیط زیست بیش از ۴۰۰ منطقه حفاظت‌شده برای استفاده عمومی، با ۸۴۰۰ محل کمپ و تقریباً ۲۵۰۰ کیلومتر مسیر پیاده‌روی در اختیار دارند.
- علم، جمع‌آوری داده‌ها و نظارت - مقامات حفاظت از محیط زیست ممکن است اطلاعات متنوعی در مورد حوزه‌های آبخیز خود، از جمله در مورد کیفیت آب، کاربری اراضی و انواع اراضی (مثلاً میزان تالاب‌ها و پوشش جنگلی) جمع‌آوری کنند.
- آموزش - از طریق برنامه‌های مدرسه، در مراکز حفاظت از محیط زیست، و از طریق شرکت در رویدادها و جشنواره‌های محلی[۱۴]